# Alistair Houdayer
Alistair Houdayer, né le 22 mars 1998, est un youtuber, comédien, auteur et vulgarisateur français, également connu sous le nom de sa chaîne, H Paradoxæ. Son travail s'intéresse principalement à l'autisme et à la transidentité, en particulier à la transmasculinité.

## Biographie

### Jeunesse et formation
Alistair Houdayer nait le 22 mars 1998. Il étudie le théâtre à l’école lyonnaise Arts en scène, où il obtient en 2018 une certification de comédien. Il réalise son mémoire sur « la place et de l’influence des identités et vécus neuroqueer dans les arts de la scène ». La même année, il rejoint Spectre artistique, un collectif d'artistes autistes.
En 2019, il obtient une licence en art du spectacle à l’Université Lumière Lyon 2.

### Carrière de comédien
Entre 2016 et 2018, il joue dans sept pièces différentes.
En 2019, il écrit et joue la pièce de théâtre Plume, fable duveteuse pour interprète étrange, qui est un seul en scène, avec la Compagnie du Triangle Noir. Une version radiophonique de la pièce, interprétée par Alistair Houdayer, est diffusée la même année,. Il s'agit d'un récit initiatique qui suit le parcours d'un enfant handicapé, et aborde les thèmes de l'exclusion, du deuil, de la colère, de la libération et de la joie. En 2022, il autopublie le texte de la pièce.

### Vulgarisation et militantisme autour de la transidentité et du handicap
En 2016, Alistair Houdayer ouvre sa chaîne Youtube, H Paradoxæ,. Il y réalise des vidéos de vulgarisation autour de la transidentité et de l'autisme. Il produit notamment la travers de sa série « Mieux comprendre l'autisme » où il explore plusieurs facettes de l'autisme, dont, par exemple, le stimming,. En août 2018, il est suivi par près de 6000 personnes sur Youtube. En juin 2023, ce nombre monte à près de 50 000 personnes.
Alistair Houdayer réalise également des prises de parole publique concernant ses expériences de vie de personne trans. En 2018, dans une interview vidéo pour le média Komitid, il revendique ne souhaiter, à cette période, ni traitement hormonal ni opération,. Sa prise de parole reçoit un accueil contrasté de la part de la communauté trans en ligne : certaines personnes la valorisent car elle visibilise les vécus des hommes trans non-opérés et non-hormonés, d'autres estiment qu'elle renforce la pression sociale dissuadant les personnes trans de recourir à une transition médicale. En 2021, il participe au documentaire Sexe et identité, au-delà de la binarité d'Olaf S. Müller, diffusé sur Arte, dans lequel il exprime une position similaire.
Alistair Houdayer intervient également dans le domaine de la recherche scientifique, dans les domaines de la transidentité et du handicap. En 2018, il coanime, avec Alice Guedat, la conférence « De la psychiatrisation des troubles à l’avènement de la thérapie queer : santé mentale au prisme des expériences de genre et de sexualité minoritaires » dans le cadre de la journée d'étude Neuroatypie et transidentité : neurogenres et regroupement des violences psychophobes et transphobes à l'ENS Lyon. Cette intervention dénonce notamment la psychiatrisation des patients trans et les pratiques de la SoFECT (Société française d'études et de prise en charge de la transidentité), qui encourage une binarité de genre stéréotypée et ne reconnait pas pleinement la non-binarité.
En janvier 2024, il participe au colloque « Handicap en scène ! », organisé dans le cadre d'un partenariat entre le Conservatoire national supérieur d’art dramatique-PSL (CNSAD-PSL), le Conservatoire national supérieur de musique et de danse de Paris (CNSMDP), le Pôle Sup’93 et le Pôle supérieur Paris Boulogne-Billancourt (PSPBB), avec le Conservatoire à rayonnement régional (CRR) de Paris et Sorbonne Université. Il y anime la conférence « Sur scène et dans le public : ce que les corps handicapés (ou leur absence) disent du théâtre ».

### Vie privée
Alistair Houdayer transitionne socialement et se fait genrer au masculin à partir de son adolescence. À 18 ans, il transitionne administrativement. Il est diagnostiqué autiste à l'âge de 21 ans. Il est également malade chronique.

## Théâtre
- 2016 : Hamlet in-yer-face, d'après William Shakespeare, mise en scène par Valérie Marinese-Barboza
- 2017 : Le bonheur n’est pas à la mode, mise en scène par Baptiste Guiton et Tiphaine Rabaud-Fournier
- 2017-2018 : Le Sacre du Printemps, chorégraphie par Benjamin Forel
- 2017 : Les Atrides, mise en scène par Olivier Borle
- 2018 : L’Amour Fou du théâtre, mise en scène par Nicolas Zlatoff
- 2018 : Corps Etrangers, mise en scène par Eloïse Plasse
- 2019 : Plume (fable duveteuse pour interprète étrange), mise en scène par Camille Bodin-Nourisson, Alistair Houdayer, Chloé Vos
- 2019 : Plume (fable duveteuse pour interprète étrange) version radiophonique, mise en son par Danae Le Guennic

## Œuvres
- Mieux comprendre l'autisme : le petit guide pour les frères, soeurs, ami·e·s et camarades de classe de personnes autistes, autoédité, 2021, 6 p.  (ISBN 9782958057008)
- Plume, fable duveteuse pour interprète étrange, autoédité, 2022, 44 p.  (ISBN 9782958057015)
- Les hommes trans sont-ils des salauds comme les autres ?, Double Ponctuation, 2025, 60 p.  (ISBN 9782490855834)

### Ouvrages collectifs
- Guillaume Nail (dir.), Les artistes peuvent-iels tout dire ?, Nantes, Monstrograph, coll. « Minute papillon », 2022, 181 p. (ISBN 9782957976003)